# Manu Leguineche
Manuel Ángel Leguineche Bollar (Belendiz, 28 de septiembre de 1941-Madrid, 22 de enero de 2014), conocido como Manu Leguineche, fue un periodista, empresario, presentador de televisión y escritor español.

## Biografía
Estudió Derecho y Filosofía. Destacado reportero, tuvo ocasión de presenciar y transmitir algunas de las crisis y conflictos bélicos más desgarradores del siglo XX. Inició su trayectoria profesional en el semanario Gran Vía de Bilbao. Después escribió en el diario Madrid.  Con posterioridad, trabajó como corresponsal y enviado especial en el diario El Norte de Castilla —siendo su director Miguel Delibes—, así como en Televisión Española. Fundó las agencias de noticias Colpisa y Fax Press y es autor de numerosos libros.
Su trabajo abarcó desde la revolución de Argelia (1961) hasta las guerras entre India y Pakistán (1965) y la de Vietnam, además de experiencias en Líbano, Afganistán, Bangladés o la Nicaragua sandinista en 1978. También presenció la transición a la democracia en Rumanía tras Ceaucescu. 
Así describía Leguineche la guerra del Vietnam:

En las aldeas dominaba el olor a napalm o cordita, olor acre de munición recién disparada, olor a carne calcinada, a cuerpos sanguinolentos destrozados por el mortero, a chozas de bambú y chozas incendiadas, a búfalos en putrefacción sobre los «paddys» de arroz. El realismo de una guerra escrita por un Remarque asiático.

Escribió el libro El camino más corto en 1978 tras unirse a un grupo de periodistas norteamericanos para dar la vuelta al mundo en un todoterreno durante dos años. 
En 1988 dirigió y presentó para Euskal Telebista (ETB) el programa "Memorias".
Los últimos años de su vida los pasó retirado en la localidad alcarreña de Brihuega. Fue nombrado "Hijo Adoptivo" de Castilla-La Mancha.

## Obra
Relación de obra publicada:
- Biografía completa de Urtain  1969)
- Raphael (1972)
- con José Luis Torres Murillo y Fermín Cebolla: Díez-Alegría, jesuita prohibido (1973)
- con David Solar: Los Palestinos atacan. De Monte Scopus 1948 a Madrid 1975 (1975)
- Portugal, la revolución rota (1976)
- con Jesús Torbado: Los topos (1977)
- El camino más corto. Una trepidante vuelta al mundo en automóvil (1979)
- La Tribu (1980)
- El Estado del golpe (1982)
- La destrucción de Gandhi (1983)
- La guerra de todos nosotros. Vietnam y Camboya. 1948-1985 (1985)
- Sobre el volcán. Una aventura desde Guatemala a Panamá a través de El Salvador, Honduras, Nicaragua y Costa Rica (1985)
- La vuelta al mundo en 81 días (1988)
- Filipinas es mi jardín (1989)
- La primavera del Este. 1917-1990: La caída del comunismo en la otra Europa (1990)
- con Grace Stuart Ibingira: Uganda. Manantial de África (1991)
- En el nombre de Dios. El Islam militante, los árabes, las guerras del Golfo (1992)
- La ley del mus. Guía y recreo de jugadores (1992)
- Yugoslavia kaputt (1992)
- Apocalipsis Mao. El último emperador cumple 100 años (1993)
- Los años de la infamia. Crónica sobre la II Guerra Mundial (1995)
- El precio del paraíso. De un campo de exterminio al Amazonas (1995)
- Los ángeles perdidos (1996)
- Annual 1921. El desastre de España en el Rif (1996)
- con María Antonia Velasco: El viaje prodigioso. 900 años de la primera cruzada (1996)
- Adiós, Hong Kong (1997)
- con Patxo Unzueta y Santiago Segurola: Athletic 100. Conversaciones en La Catedral (1998)
- "Yo pondré la guerra". Cuba 1898: la primera guerra que se inventó la prensa (1998)
- Yo te diré. La verdadera historia de los últimos de Filipinas (1998)
- La felicidad de la tierra (1999)
- Hotel Nirvana. La vuelta a Europa por los hoteles míticos y sus historias (1999)
- Brasil. El hombre que veía demasiado (2000)
- con Lalo Martín de Arellano: Mus visto. Solo para los que saben jugar (muy bien) al mus (2000)
- La tierra de Oz. Australia vista desde Darwin hasta Sidney (2000)
- con Joan Costa: Belice (2001)
- con Gervasio Sánchez (ed.): Los ojos de la guerra. 70 corresponsales escriben sobre su profesión y recuerdan a Miguel Gil, muerto en Sierra Leona (2001)
- Recordad Manhattan. El 11 de septiembre, Afganistán, la guerra (2001)
- Recordad Pearl Harbor (2001)
- Gibraltar. La roca en el zapato de España (2002)
- con Francisco García Marquina, Antonio Pérez Henares y Pedro Aguilar: La letra de los ríos (2003)
- Madre Volga (2003)
- El último explorador. La vida del legendario Wilfred Thesiger (2004)
- El club de los faltos de cariño (2007)

## Premios
- Premio Nacional de Periodismo (1980)
- Premio Cirilo Rodríguez (1984)
- Premio Julio Camba (1991)
- Premio Ortega y Gasset (1991)
- Premio Espasa de Ensayo (1996)
- Premio Su Peso en Miel (2004)
- Medalla de la Orden del Mérito Constitucional (2007)
- Premio Periodistas Vascos (2007)
- Premio Euskadi (2008) por El club de los faltos de cariño
- Distinción Lan Onari (2010)